# Juan Luís Guerra
Juan Luis Guerra (ur. 7 czerwca 1957 roku w Santo Domingo, Republika Dominikany) – piosenkarz, autor tekstów i producent, sprzedał ponad 30 milionów płyt i zdobył wiele nagród, w tym 12 Latin Grammy Awards, dwóch nagród Grammy i dwóch Latin Billboard Music Awards. 
W 2010 roku zdobył 3 Latin Grammy Awards w tym za Album Roku.
Jest jednym z bardziej uznanych i rozpoznawanych łacińskich artystów ostatnich dekad. Jego styl to połączenie popu, afropopu z merengue i bolero. Guerra jest również związany z popularną na Dominikanie muzyką o nazwie bachata.

## Kariera

### Wczesne lata
Juan Luis Guerra Seijas urodził się w Santo Domingo w Dominikanie, jest synem Olgi Seijas i Gilberto Guerry, zawodnika koszykówki. Zanim zainteresował się muzyką studiował filozofię i literaturę na Universidad Autónoma de Santo Domingo. Następnie studiował na grę na gitarze i teorię muzyki w El Conservatorio Nacional de Musica de Santo Domingo. Następnie postanowił wyjechać do Stanów Zjednoczonych, gdzie podjął dalszą naukę w Berklee College of Music w Bostonie. Ukończył Berklee w 1982 roku z dyplomem z kompozycji jazzowej. Po powrocie do ojczyzny, wydał swój pierwszy album Soplando (1984) wraz z grupą lokalnych muzyków. Grupa stała się znana jako Juan Luis Guerra y 440. Członkami grupy byli Maridalia Hernández, Roger Zayas-Bazán i Mariela Mercado. Nazwa zespołu w języku hiszpańskim brzmi oficjalnie Cuatro Cuarenta (cztery czterdzieści), i odnosi się do standardowego strojenia A440.
Kolejne dwa albumy Mudanza y Acarreo i Mientras Más Lo Pienso ... Tú zaowocowały nominacją do udziału w Festiwalu OTI (Organization of Iberoamerican Television) jako reprezentant Dominikany. Następny album przyniósł grupie międzynarodowy rozgłos a utwór Ojala Que Llueva Café stał się hitem numer jeden w wielu latynoamerykańskich krajach. Utwór ten doczekał się dwóch coverów nagranych przez meksykański zespół Café Tacuba i hiszpańską piosenkarkę Rosario Flores.

### Lata 90.
W 1990 roku ukazał się ich kolejny album Bachata Rosa, który od razu stał się hitem, a Guerra zdobył swoją pierwszą nagrodę Grammy. Album sprzedał się w ilości ponad pięciu milionów egzemplarzy i pozwolił zespołowi na organizację tournée po Ameryce Łacińskiej, USA i Europie. Album ten zawiera niezapomniane piosenki o miłości, takie jak Burbujas de Amor, Bachata Rosa, Rosalia, Como Abeja al Panal, A Pedir Su Mano, Carta de Amor oraz Estrellitas y Duendes. W 1992 roku po wydaniu albumu Areíto, Guerra stał się postacią kontrowersyjną za sprawą hitu El costo de la Vida, którego teledysk miał wyraźny przekaz antykapitalistyczny. Inne utwory zawarte w tym albumie były wyrazem protestu przeciw słabej kondycji wielu państw Ameryki Łacińskiej, obchodom pięciuset lecia „odkrycia” Ameryk a także przeciw tak zwanym podwójnym standardom stosowanym wobec narodów biorących udział w I wojnie światowej.
El costo de la vida był jego pierwszym numerem jeden na Hot Latin Tracks a Guerra został pierwszym wykonawcą tropikalnej muzyki, który to osiągnął. Kolejnym albumem Fogaraté z 1995 roku, Guerra skupił się szczególnie na mniej znanych rodzajach tradycyjnej muzyki dominikańskiej takiej jak Perico Ripiao. W 1998 roku wydał album Ni Es Lo Mismo Ni Es Igual, za który otrzymał w 2000 roku trzy nagrody Latin Grammy za najlepsze wykonanie merengue, najlepszą piosenkę tropikalną oraz najlepszy album. Największe przeboje to Mi komputer, Palomita Blanca i El Niagara en Bicicleta.

### Po roku 2000
W 2003 roku wydał kolejny album zatytułowany Para Ti. Znalazły się na nim pieśni o charakterze religijnym, odzwierciedlające żarliwe chrześcijaństwo Guerra. Za przebój Las Avispas z tego albumu wokalista zdobył dwie nagrody Billboard, w kategorii Gospel-Pop i Tropical-Merengue. Po raz pierwszy w historii jedna piosenka zdobyła te dwie kategorie w tym samym czasie. Guerra został również uhonorowany Latino Special Award przez Music Academy of Spain za wkład do muzyki swego kraju i Karaibów w ciągu ostatnich 20 lat.
W styczniu 2006 roku artysta dał koncert w 60. rocznicę Berklee College of Music, na który zaprosił między innymi Paula Simona, Herbie Hancocka, Michela Camilo i Chiara Civello. W tym samym roku nagrywał gościnnie z Diego Torresem i z zespołem Mana. Został również zaproszony przez Stinga do śpiewania razem z nim na koncercie w Altos de Chavón w La Romana. W 2007 roku na gali Premio Lo Nuestro Awards, otrzymał honorową nagrodę za całokształt twórczości. 6 kwietnia 2006 roku w czasie BMI Latin Awards, Juan Luis Guerra został uhonorowany tytułem Ikony BMI. W 2007 roku na Latin Grammy Awards zdobył 5 nagród (nominowany był każdej kategorii) za płytę roku, album roku, piosenka roku, najlepszy utwór tropikalny oraz najlepszy album merengue. Otrzymał również nagrodę Person of the Year Award za zasługi dla muzyki latynoskiej i za działalność filantropijną. 15 września 2008 roku w uznaniu za zasługi na rzecz dzieci niepełnosprawnych i dzieci w potrzebie został uhonorowany tytułem Artysty UNESCO na rzecz Pokoju.
W dniu 9 maja 2009 roku Guerra otrzymał doktorat honoris causa swojej macierzystej uczelni Berklee College of Music. W 2010 roku Juan Luis Guerra został zaproszony przez Enrique Iglesiasa do nagrania singla Cuando Me Enamoro, pojawił się też z Iglesiasem w teledysku do tego utworu.

### Nagrania w innych językach
Guerra nagrał kilka piosenek w języku angielskim, takich jak July 19th z płyty Fogaraté (1995), a ostatnio Medicine for My Soul oraz Something Good z włoskim piosenkarzem Chiara Civello. Niektóre z jego piosenek zawierają wersy zarówno w języku angielskim jak i hiszpańskim. Są to między innymi Woman del Callao, Guavaberry, Señorita, La Llave de Mi Corazón. Z albumu Areíto pochodzą dwa utwory Areíto i Naboria daca, mayanimacaná, które zaśpiewał w języku Arawak, języka pierwotnych mieszkańców Hispanioli, eksterminowanego przez Hiszpanów ludu Taino. Nagrał też album w języku portugalskim (Bachata Rosa).